# Lampart lankijski
Lampart lankijski (Panthera pardus kotiya) – podgatunek lamparta plamistego, drapieżnego ssaka z rodziny kotowatych (Felidae). 
Status podgatunku potwierdziły badania genetyczne w oparciu o markery molekularne oraz określiły ścisłe pokrewieństwo lamparta lankijskiego z Panthera pardus fusca, podgatunkiem z subkontynentu indyjskiego. 
Występuje na Cejlonie. Samice osiągają masę ciała 29 kg, natomiast samce 56 kg, maksymalnie 77 kg. Prowadzi samotniczy tryb życia. Poluje głównie na aksisy, zające, sambary jednobarwne oraz młode bawoły, czasem również na jeżozwierze, dziki, kanczylki białoplame, hulmany, makaki rozczochrane, pawie i węże.
W Czerwonej księdze gatunków zagrożonych Międzynarodowej Unii Ochrony Przyrody został zaliczony do kategorii EN (zagrożony wyginięciem). Głównymi zagrożeniami dla populacji tego podgatunku jest kłusownictwo oraz konflikt z człowiekiem.